# غافين باترسون
غافين باترسون (بالإنجليزية: Gavin Patterson)‏ هو كبير الإداريين التنفيذيين بريطاني، ولد في 6 سبتمبر 1967 في آلترنكهام في المملكة المتحدة.